# 馬加拉山國家公園
馬加拉山國家公園 是巴基斯坦的一處國家公園，位於首都伊斯兰堡并包括马加拉山。成立于1980年的馬加拉山國家公園是世界上第三大国家公园并是巴基斯坦著名的旅游景点之一。
國家公園拥有丰富的生物多樣性，园内的动物有斑羚、麂、豹和多种植物等。